# Csánig
Csánig é um município da Hungria, situado no condado de Vas. Tem 8,19 km² de área e sua população em 2015 foi estimada em 340 habitantes.